# 示默者保羅
示默者保罗（?-575/580），其名拉丁化为Paulus Silentiarius，是一名希腊裔拜占庭诗人、查士丁尼一世的朝臣，他的作品收录于《希腊诗选》中。

## 生平
关于他的历史资料都来自同时代的诗人阿加提亚斯的记录。根据阿加提亚斯的记录，示默者保罗家境富裕，父亲赛勒斯（Cyrus）和母亲弗洛鲁斯（Florus）可能都有公职。保罗后来也进入朝廷，成为“示默者”（共30人）的一员，这一职位的工作主要是维护君士坦丁堡大皇宫的环境和秩序，保罗后来更成为了示默者的首领（primicerius）。

## 扩展阅读
- Whitby, Mary. . The Classical Quarterly. 1985, 35 (1): 215–228. doi:10.1017/S0009838800014695.
- Macrides, Ruth; Magdalino, Paul. . Byzantine and Modern Greek Studies. 1988, 12 (1): 47–82. ISSN 0307-0131. doi:10.1179/byz.1988.12.1.47 （英语）.
- Kostenec, Jan; Dark, Ken. . Byzantinoslavica. 2011, LXIX (3 supplementum): 88–105.